# アランドラ2 魔進化の謎
『アランドラ2 魔進化の謎』（アランドラツー ましんかのなぞ） は、ソニー・コンピュータエンタテインメントが1999年11月18日に発売したプレイステーション用RPG。『アランドラ』の続編にあたる。キャラクターデザイン、イメージイラストは今井修司。シナリオは宮岡寛。

## 世界
フィールドは地図の上から選択する。冒険が進むにつれて行ける所も増えていく。

## 前作との変更点
前作『アランドラ』と本作『アランドラ2 魔進化の謎』は基本的なゲームシステムは共通している。
- パズル要素の難易度低下。
- タイトルこそ『アランドラ2』だが前作との物語上の繋がりは無く、アランドラも登場しない。
- 前作の暗く硬派な悲劇の物語に対し、本作ではギャグ満載の明るい喜劇的な物語となっている。
- 前作の欠点だった平面構成ゆえの立体把握の難しさが克服されている。
- 遠景を除いてフルポリゴンである。
- キャラクターボイスの追加。
- 前作の操作性や落下のスピードなど全体的に速さが緩和されている。
- 前作では剣以外に弓､鉄球などの武器が存在したが、本作では使用できる武器は剣のみ。

## 登場キャラクター

### 主要キャラクター
フリット
声：今井由香
本作の主人公。16歳。剣の使い手だが、腕前は大味。ある理由から海賊ギルドと敵対しており、彼等に賞金を掛けられている。前作のアランドラと同じく喋らない主人公だが、操作中の掛け声や悲鳴以外でも、イベントシーンで声を上げる事はある。
アイーシャ
声：千葉紗子
バニラ王国の第7王女。16歳。王位簒奪を目論む大臣ニジャドールの野望を挫くべく、フリットに協力を求める。しっかり者のようだがどこか抜けており、作中では何度もフリットに助けられる。また、牛が苦手だからと牧場に入る事を拒んだりと我儘な一面もある。フリットに対しては初対面時に「もっと格好いい人だと思った」と落胆していたが、行動を共にするうちに徐々に惹かれていき、やがて相思相愛となる。ストーリー後半ではニジャドールに拘束され、フリットを脅迫する為の人質にされてしまう。
テッツォ
声：千葉繁
海賊。物語開始以前からフリットとは何度も争っているライバル的存在だが、間抜けなコメディリリーフでもある。時折博多弁が出る。アイーシャを人質に脅迫されたフリットを船に乗せた際、彼に助けられた事を切っ掛けに助け合うようになり、最終決戦でもただ一人フリットと共にスターツイスターに乗り込んだ。
ルビー
声：川上とも子
テッツォの娘。気が強く、父のテッツォに暴言を吐く事も辞さない。
アル
声：関智一
テッツォの息子。頭が良く、礼儀正しい。

### 敵キャラクター
ニジャドール
声：梅津秀行
バニラ王国の大臣。海賊ギルドを利用し、王位簒奪を目論む。
メフィスト
声：渡部猛
錬金術師。生物を魔進化させる「魔ネジ」を用いてある野望を進めている。本作の最終ボス。

### その他のキャラクター
マティーニ
声：山口由里子
メルセデス
声：三石琴乃
海賊ギルドの女首領。
ベルガー
声：石塚運昇
メルセデスの傍らに付き従う魔剣士。フリットとはとある重大な関係にある。
ヌヌギ
声：菅原正志
ニジャドールの配下。
ラトーヤ
声：桑島法子
ニジャドールの娘。父の豹変の原因がアイーシャだと考え、フリットに彼女を連れ出すように頼む。しかしフリットを利用しようとする父に、アイーシャと引き換えの人質として差し出される。
アリオン
声：石井康嗣
ドラゴン。フリットに助けられ、彼の翼となる。最終決戦でもフリット達を乗せて飛び立つが、アイーシャには怯えられていた。

## アイテム

### 回復系
薬草
HP100回復。
ツーの水
HP300回復。
カーの水
HP600回復。
ナンタラの実
MP回復。
カンタラの実
MP回復。

### 支援
コンパス
方角が分かる。視点変更可能な3Dゲームになり、ダンジョン探索中に位置関係がわかりにくくなる事を防ぐため用意されたと思われる。

### その他
パズルのかけら
世界各地の宝箱から入手する。集めてジーケンに渡すと、連続斬りを伝授してもらえる。かなりわかりにくい所に隠されていたり、難しいアクションや創意工夫を要求されたりする場合が多く、全て集めるのは非常に難しい。
わらしべ
物々交換を進めていくサブイベント関連のアイテム。トンカチ、海賊のピアスなどがある。

## エレメント
フリットは様々なエレメントの力を借りることができる。エレメントショットも可能。強化アイテムも存在する。
セイレーン
水の属性。水中、海中で活動出来る。
ピクシー
風の属性。空中停止が可能。
ドリアード
木の属性。敵を踏むとダメージを与える事ができる。
サラマンダー
火の属性。溶岩の上を歩ける。

## ミニゲーム
前作より更に充実した。ストーリーの中で必ずプレイする事になるものは2つのみだが、それ以外のミニゲームの量がかなり多い。

### 必ずプレイするもの
追いかけてくるボスからの逃亡
3D視点の強制スクロールアクションゲーム。坂を滑走するフリットを操って、アイテムを取っていく。ボスに追いつかれたり穴に落ちたりするとやり直しになる。パーフェクトを取ると、取得アイテムが倍になる。
トロッコ
トロッコに乗り、敵の攻撃やトラップを回避していくアクションゲーム。投石で攻撃も可能で、アイーシャが後方、フリットが前方を担当する。ライフが全部無くなるとチェックポイントからやり直しになる。

### その他のミニゲーム
ソ・ダーツ
回転する的にダーツを当ててポイントを稼いでいくゲーム。世界各地のグアラン堂でプレイ可能。
高速移動するカーソルをボタンで止めると、その位置に向かってフリットがダーツを投げる。的の端に30点・40点・50点、中ほどに10点・20点、中央に100点が配置されていて、成功するたびに的の得点が2倍、3倍、4倍、5倍と増やされるようになる。
的の外側の部分や中心付近の黒い部分など、高得点部分の付近は0点であり、ここにダーツを投げてしまうと倍率が1倍に戻ってしまう。
ただし同じ得点を2回連続して取ると、得点の10の位の数だけチャンスタイムとなりカーソルの移動速度が極端にゆっくりになり狙いやすくなる（20点なら2回、50点なら5回。ただし100点でも5回）。
使用するソ･ダーツの矢は自ら収集しなければならない。ソ・ダーツの矢は敵を倒した時に一定の確率で出現するほか、一部の宝箱からも入手できる。
ポイントは景品と交換できる。精霊のレベルアップなど、貴重なものも多い。
ちなみに、的が回っている時にいつまでも打たないと「まぁ～だ～?」と催促される。
親父玉
2Dシューティングゲーム。シナリオ終盤でユーギ島にてプレイ可能。
オート連射可能なショットを8方向に撃ちながら敵を全滅させる。ライフ制ではあるが、気を抜くと敵の猛攻に一気に削られるだろう。先に進むにつれて難易度も上がる。
親父Z
レースゲーム。シナリオ終盤でユーギ島にてプレイ可能。
制限時間内にコース内の旗を全て回収していくのだが、視界があまり広くないためコースの構造をある程度覚えないとクリアが難しい。
親父三
2Dアクションゲーム。シナリオ終盤でユーギ島にてプレイ可能。
追いかけてくる敵から逃げながら画面内のコインを全て集める、というパックマンに似たゲーム。
RCカー
ラジコンカーを操作してアイテムを集めるゲーム。モモモケの森でプレイ可能。
腕次第で貴重なアイテムも手に入るが、操作がかなり微妙であり思い通りの方向に進ませるのは難しい。
ワンワンパニック
犬に噛まれないように逃げつつ上手く誘導し、犬にスイッチを押させていくというゲーム。モモモケの森でプレイ可能。
クリアするごとに難易度が上がっていく。
爆弾ゲーム
レバーを動かすと落ちてくる爆弾を並べて着火し、連鎖的に爆発させてブロックを破壊するゲーム。モモモケの森でプレイ可能。
破壊したブロックの中の宝箱からアイテムを入手できる。爆弾1個ごとに料金がかかる。セーブ回数の合計が1個あたりの金額になる。

## 主題歌
（全3曲 歌：千葉紗子／作曲：田中公平／編曲：岸村正実）
オープニングテーマ「Carry On Everyday」
作詞：小室みつ子
エンディングテーマ「ただいま。」
作詞：新井あきこ
挿入歌「こんなクラゲに誰がした？」
作詞：宮岡寛

## 関連商品
- 千葉紗子の2ndシングルCD『Carry On Everyday』（1999年11月20日発売）
- アランドラ2 Original Soundtrack（1999年12月18日発売）